# Moment of Glory
Moment of Glory är ett musikalbum av heavy metal-bandet Scorpions, utgivet 2000. Det inspelades i samarbete med Berlinerfilharmonikerna och innehåller omlagrade låtar från Scorpions-repertoaren, såväl som klassiska mellanspel, en coverlåt samt den nya singeln Moment of Glory.

## Låtlista
1. "Hurricane 2000 (Rock You Like a Hurricane)" - 6:04
2. "Moment of Glory" - 5:08
3. "Send me an Angel" - 6:19
4. "Wind of Change" - 7:36
5. "Crossfire (Instrumental)" - 6:47
6. "Deadly Sting Suite (Instrumental)" - 7:22
7. "Here in My Heart" - 4:20
8. "Still Loving You" - 7:28
9. "Big City Nights" - 4:37
10. "Lady Starlight" - 5:32

## Medverkande
- Klaus Meine - sång
- Matthias Jabs - gitarr, bakgrundssång
- Rudolf Schenker - gitarr, bakgrundssång
- Ralph Rieckermann - bas, bakgrundssång
- James Kottak - trummor, bakgrundssång
- Berlinerfilharmonikerna

### Gästsångare
- Lyn Liechty - sång på "Here in My Heart"
- Ray Wilson - sång på "Big City Nights"
- Zucchero - sång på "Send me an Angel"